# Carl Adolph Agardh
Carl Adolph Agardh (23. ledna 1785 Båstad – 28. ledna 1859 Karlstad) byl švédský botanik a algolog, který se stal biskupem v Karlstadu.

## Životopis
Carl Adolph Agardh se narodil v roce 1785 v rodině obchodníka Georga Mikaelssona Agardha (1746–1809) pocházejícího ze Šlesvicka a jeho manželky Agnety Kristiny (rozené Ollmanové).
Agardh studoval od roku 1799 přírodní vědy a matematiku na univerzitě v Lundu a v roce 1805 zde získal magisterský titul z filozofie. Na univerzitě zůstal, od roku 1807 jako docent přednášel matematiku, od roku 1810 byl mimořádným botanickým demonstrátorem, od roku 1811 adjunktem botaniky a ekonomie, a v roce 1812 se stal profesorem botaniky a ekonomie, přičemž rok před tím byl navržen na profesuru matematiky. V letech 1819–1820 působil jako rektor univerzity. Poté se věnoval botanickému výzkumu a inspirován svým kolegou Olofem Peterem Swartzem se zaměřil zejména na kryptogamologii – nauku o výtrusných rostlinách.
V roce 1816 se nechal vysvětit na kněze a stal se farářem v klášterní farnosti sv. Petra v Lundu (Sankt Peters klosters församling), aniž by se vzdal profesury.
V roce 1817 byl zvolen členem Královské akademie věd pod číslem 372. V roce 1819 byl zvolen členem Leopoldiny. Dne 18. července 1831 byl zvolen členem Švédské akademie. Obsadil 4. křeslo uvolněné po C. A. Flemingovi a 22. srpna se ujal svého mandátu. 
V roce 1834 byl jmenován biskupem v Karlstadu. V čele karlstadské diecéze Švédské církve byl až do roku 1859.
Agardh dal ve své době svými pracemi zásadní podněty v systematice řas. První svazek Agardhova díla, Caricographia scanensis (1806), patří botanice, vědě, kterou svými důmyslnými pozorováními a pečlivým výzkumem posunul vpřed více než kdokoli jiný. 
Univerzitní kancléř, hrabě Lars von Engeström, který si ho vybral jako domácího učitele pro jednoho ze svých synů, dal Agardhovi příležitost navštívit Stockholm a seznámit se s profesorem Olofem Swartzem, který byl v té době považován za předního švédského botanika a který určil směr jeho studia. V Lundu v té době působil jako profesor přírodopisu všestranný Anders Jahan Retzius a v Uppsale slavný Carl Peter Thunberg. Oba byli věrnými stoupenci Linnéovy školy a jejich hlavním cílem v botanice bylo zařadit nově objevené semenné rostliny do tříd podle generativních orgánů a podrobně popsat jejich rozmanité formy. Zejména velká část tajnosnubných rostlin zůstala ve stejně neuspořádaném stavu, v jakém ji zanechal Linné.
Podnět k novému směru bádání dali nejprve Swartz a Erik Acharius, z nichž první si jako předmět svého studia vybral kapradiny a mechy, a druhý lišejníky. Ze zbývajících dvou skupin si Elias Fries vybral houby a Agardh řasy a proslavil se především jako algolog. Jeho dílo Dispositio algarum Sueciæ (1810–1812) se však stále drží zavedených názorů. V díle Species plantarum Linné v roce 1753 shrnul pod rody Fucus, Ulva a Conferva jejich četné zástupce moří a sladkých vod, z nichž švédští botanici zaznamenali pouze 65 druhů. V té době však již bylo v zahraničí publikováno několik prací, které sice v podstatě zachovávaly staré Linnéovo pojetí, ale značně rozšířily počet druhů známých řas, a tím poukázaly na význam bližšího poznávání a snahu o správnější pojetí těchto rostlinných druhů.
Na základě těchto prací se Agardh po převzetí profesury po Retziovi v roce 1812 pustil do revize řas, která ho proslavila. V letech 1812–1815 vydal Algarum decas a v roce 1817 Synopsis algarum Scandinaviæ. Dílo se setkalo s příznivým ohlasem zahraničních vědců. Agardh se rozhodl popsat všechny dosud známé rody a druhy celé skupiny řas a v letech 1820–1822 vyšel první svazek Species algarum, který obsahoval všechny tehdy známé druhy čeledí Fucaceae, Florideae a Ulvaceae. Vydávání tohoto díla však bylo přerušeno a v roce 1824 vyšlo Systema algarum, která obsahovala pouze rody a druhy známých řas. „Tímto,“ říká J. E. Areschoug, „byla také plně dokončena agardhská reforma, byly stanoveny řády a rody a diagnostikovány druhy, a to jak dlouho známé, tak i mnohé nové.“ V roce 1827 podnikl Agardh především pro algologické účely cestu do Benátek a Terstu, během níž objevil velké množství rodů a druhů. Následovala díla Icones algarum europæarum (Lipsko, 1828–1835) a Species algarum, díl II, sectio prior, čímž bylo jeho dílo o řasách dokončeno.
Algologie však nebyla jediným oborem botaniky, jímž se Agardh zabýval a v němž přicházel s novými myšlenkami. Agardh vydal v letech 1817–1826 knihu Aphorismi botanici a v roce 1825 Classes plantarum, v nichž se pokusil uspořádat růstové formy rostlin. Jeden zahraniční učenec té doby řekl, že „si Agardh zaslouží čest být prvním, komu se podařilo zavést přirozené uspořádání ve větším rozsahu“.
Agardh se navíc zabýval anatomií a fyziologií rostlin, které byly založeny anglickými a nizozemskými vědci v 17. století, ale v Linného období byly opomíjeny. V té době se však zájem o tyto obory obnovil a Agardh vydal řadu prací na tato témata: Dissertatio de metamorphosi Algarum (1820), dvě pojednání ve francouzštině (1829) a Lärobok i Botanik, který byl přeložen i do němčiny. Tyto práce předložily několik hypotéz, které se ukázaly být významné.
Agardhova činnost se však neomezovala pouze na botaniku a univerzitní přednášky. Napsal několik prací z oboru pěstitelství. Nejprve napsal několik drobných pojednání o zemědělství a zahradnictví, ale později se začal věnovat národnímu hospodářství. Jako zmocněnec lundské diecéze se účastnil zasedání parlamentu (tehdy Sveriges ståndsriksdag) v letech 1817/18, 1823 a 1834/35 a parlamentů v letech 1840/41, 1844/45 a 1847/48 jako poslanec za karlstadskou diecézi. (Byl jmenován do parlamentu v letech 1850/51, 1853/54 a 1856/58, ale v těchto obdobích byl nepřítomen.) Byl členem školského výboru jmenovaného v letech 1827 a 1828. V této funkci výrazně ovlivnil reformu švédského školství, která se v té době prováděla.
V roce 1829 vydal akademické pojednání Granskning af statsekonomiens grundläror a v roce 1831 publikoval v časopise Svea esej o absolutním a subjektivním bohatství.
Ve skånských novinách příležitostně uveřejňoval články nazvané mimo jiné Síla názoru, O obchodu s obilím a O možnosti hypotečních ústavů, které se setkaly s příznivým ohlasem veřejnosti. Agardh se zasazoval o vytvoření systému domácích fondů a o zlepšení švédského úvěrového systému. Podporou tvorby domácího kapitálu by se Švédsko, jeho průmysl a obchod zbavily závislosti na zahraničních kapitalistech. Spořitelna v Lundu, požární pojišťovna pro města Skåne a Skånské hypoteční sdružení jsou některé z institucí, které mohou Agardhovi poděkovat za svůj vznik.
Agardh prosazoval zavedení řádného lesního hospodaření ve spojení s pěstováním lesa a výsadbou stromů. Zasazoval se o zřízení institucí životního pojištění a renty, a to i za účelem zlepšení postavení švédských žen. Agardh prosazoval několik důležitých reforem švédské společnosti, ale proti mnoha z nich se postavil. Nelíbilo se mu například zavedení desítkové soustavy pro mince, míry a váhy nebo udělení občanských práv Židům.
V mládí se Agardh účastnil boje novoromantického hnutí proti Švédské akademii jako přispěvatel časopisu Polyfem. Vyznával přírodně filozofické názory této školy, které ovlivnily jeho vědeckou práci, zejména na konci 20. let 19. století, kdy na něj osobně působil německý filozof Friedrich von Schelling. V prvních letech svého akademického života publikoval několik prací jako matematik.
V roce 1828 byl Agardh jmenován členem výboru, který měl za úkol prověřit švédský systém všeobecného vzdělávání. Brzy došlo k určitým konfliktům. Spor se mimo jiné týkal toho, zda mají být zachovány staré školní budovy s klasickým studiem jako jedinou možností, nebo zda má být na švédských základních školách upřednostněna moderní literatura a přírodní vědy a zda má třídní četba ustoupit předmětové četbě a volnému pohybu. Agardh, věrný praporu pokroku, bojoval po boku Tegnéra a Berzelia za nové myšlenky.
Agardh byl jedním z hlavních iniciátorů založení Akademiska Föreningen (Akademického sdružení) v Lundu a inspektorem Skånska nationen na tamní univerzitě.
Agardhova písemná pozůstalost je uložena v Univerzitní knihovně Lundské univerzity.
Od 2. října 1812 byl ženatý s Margaretou Charlottou (rozenou Lindschoughovou, 16. června 1796 – 11. listopadu 1868), jež byla dcerou Jakoba Lindschougha. Mezi Agardhovy nejznámější potomky patří jeho syn Jacob Georg Agardh (1813–1901), rovněž botanik, a jeho vnuk Gustaf Fröding, významný švédský lyrik 19. století.

## Ocenění
Na počest Carla Adolpha Agardha byly pojmenovány rody řas Agardhia Gray (dnes synonymum rodu Mougeotia C.Agardh) a Agardhina  Nardo (dnes synonymum rodu Phymatolithon).

## Významná díla
- Synopsis Algarum (1817)
- Species Algarum (1820, 1822)
- Systema Algarum (1824)